# Condado de Jerome
O Condado de Jerome é um dos 44 condados do Estado americano do Idaho. A sede do condado é Jerome, que é também a sua maior. O condado tem uma área de 1559 km² (dos quais 5 km² estão cobertos por água), uma população de 18 342 habitantes, e uma densidade populacional de 11,8 hab/km² (segundo o censo nacional de 2000). O condado foi fundado em 1919 e o seu nome provém de Jerome Hill, empresário da área de irrigação.